# Philipp Arne Bergmann
Philipp Arne Bergmann (* 4. Januar 1991 in Osnabrück) ist ein deutscher Volleyball- und Beachvolleyballspieler.

## Karriere
Bergmann begann 2005 seine sportliche Karriere. Bis 2009 spielte er beim Bundesligisten TSV Giesen/Hildesheim. Nach dem Abstieg des Vereins ging der Diagonalangreifer mit einem Doppelspielrecht zum VCB Tecklenburger Land. 2010 kam er zum Nachwuchsteam VC Olympia Berlin und spielte in der Hallen-Junioren-Nationalmannschaft. Ein Jahr später wechselte Bergmann, der als Beachvolleyballer 2009 den neunten Platz bei der U19-WM und 2011 ebenfalls den neunten Platz bei der U21-WM in Halifax erreicht hatte, zum Bundesligisten Chemie Volley Mitteldeutschland. 2011 nahm er erstmals an der deutschen Smart Beach Tour teil. Sowohl in Leipzig als auch in St. Peter-Ording kam er zusammen mit seinem Partner Eugen Bakumovski auf Platz neun. 2012 startete er mit dem Kieler Nils Rohde für den TC Hameln. Das Team Bergmann/Rohde gewann den Meistertitel in Niedersachsen und wurde Siebter bei der deutschen Meisterschaft 2012 in Timmendorfer Strand. In der Halle spielte Bergmann 2012/13 beim Drittligisten SV Lindow/Gransee, mit dem ihm den Aufstieg in die Zweite Bundesliga gelang. 2013 und 2014 spielte Bergmann am Beach standardmäßig mit Malte Stiel. In der Halle wechselte er 2013 zum TV Hausen, dem Verein seines Beachpartners, der in der Dritten Liga Süd spielte. 2014 ging Bergmann zum Zweitligisten SV Fellbach. Seit 2015 ist Yannick Harms sein Beachpartner, mit dem ihm in Binz sein erster Sieg auf der nationalen Smart Beach Tour gelang. Bei der deutschen Meisterschaft wurden Bergmann/Harms Neunte. 2017 gewannen Bergmann/Harms den Beach Cup in Nürnberg sowie die Super Cups in Kühlungsborn und in Binz. Bei der deutschen Meisterschaft erreichten sie Platz drei und kletterten anschließend auf Platz eins der deutschen Rangliste. Im November erhielten Bergmann/Harms vom DVV den Status als „deutsches Nationalteam“. Im März 2018 gewannen sie das 1-Stern-Turnier der FIVB World Tour in Maskat. Es folgten mehrere Top-Ten-Platzierungen auf der FIVB World Tour sowie drei Siege auf der nationalen Techniker Beach Tour. Außerdem nahmen Bergmann/Harms 2018 an der Europameisterschaft in den Niederlanden teil und wurden deutsche Vizemeister in Timmendorfer Strand. Auf der FIVB World Tour 2018/19 hatten sie durchwachsene Ergebnisse. Die besten Resultate waren fünfte Plätze beim 4-Sterne-Turnier in Yangzhou und beim 3-Sterne-Turnier in Kuala Lumpur. Die Teilnahmen 2019 an der Weltmeisterschaft in Hamburg sowie der Europameisterschaft in Moskau waren wenig erfolgreich. Bei der deutschen Meisterschaft wurden sie Dritte.
Wegen einer Knieverletzung fiel Harms im Jahr 2020 fast komplett aus. Daher startete Bergmann mit verschiedenen Partnern, u. a. bei der deutschen Meisterschaft mit Max Betzien und bei der Europameisterschaft in Jūrmala mit Lukas Pfretzschner. Auf der German Beach Tour 2021 erreichten Bergmann/Harms die Plätze fünf, vier, eins und drei. Im August erreichten sie beim 2-Sterne-Turnier der FIVB World Tour in Prag den zweiten Platz. Anfang September wurden sie deutsche Vizemeister. Danach beendete Bergmann seine Beachvolleyballkarriere.